# Annie Löfstedt
Annie Sofia Löfstedt, född Günther den 31 juli 1896 i Hedvig Eleonora församling, Stockholm, död den 10 oktober 1975 i Gustav Vasa församling, Stockholm, var en svensk litteraturkritiker. 

## Biografi
Annie Löfstedt var dotter till Ernst Günther (1850–1927) och syster till Christian Günther. Hon arbetade som litteraturrecensent på Sydsvenska Dagbladet 1922–1923, på Göteborgs Handels- och Sjöfartstidning 1923–1944 och på Stockholmstidningen 1945. Mellan 1946 och 1966 var hon anställd på bokförlaget Natur & Kultur och arbetade där som redaktör åt bokserien Min Skattkammare.
Hon gifte sig 1916 med språkforskaren Einar Löfstedt (1880–1955). De är begravda på Uppsala gamla kyrkogård. Författaren Ingrid Arvidsson (1919–2023) var deras dotter.